# タダス・イヴァナウスカス
タダス・イヴァナウスカス（Tadas Ivanauskas、1882年12月16日 - 1971年7月1日）は、リトアニアの生物学者で動物学者である。ヴィタウタス・マグヌス大学の創始者の一人でもある。
1903年から1905年までサンクトペテルブルク大学、1905年から1909年までソルボンヌ大学で学ぶ。1910年からサンクトペテルブルクで勤務。
1918年、妻とともにムステイカで私立学校を設立し、教師を務める。1919年から1921年までカウナスで農業庁顧問を務める。また、1920年に設置された高等課程で自然科学部門の部門長を務める。1922年から1940年までリトアニア大学（のちにヴィタウタス・マグヌス大学）で教授を務め、動物学科の学科長にも就任。1940年から1941年には、再建されたばかりのヴィリニュス大学でも教授を務めた。1944年から1956年にも教授を務めており、また同時に1954年から1970年にかけてはカウナス医科大学の教授でもあった。
彼はまた、動物学博物館（1918年）、カウナス植物園（1923年）、カウナス動物園（1938年）もそれぞれ創設した。

## 国籍
彼は、現在のベラルーシ・フロドナ州のシュラフタの一家に生まれた。1905年まではリトアニア語を知らなかったが、彼は自らがリトアニア人であると自覚し、その後リトアニア国家の再建に尽くした。1918年、彼は妻とともにリトアニアで最初の学校を設立した。
彼には3人の兄弟がいたが、うち2人はポーランド人、残る1人はベラルーシ人と自覚していた（ただし3人とも戦間期はポーランドで暮らしていた）。